# Puchar Polski (okręg Gdańsk) w piłce nożnej mężczyzn (2024/2025)
W sezonie 2024/2025 Puchar Polski na szczeblu okręgowym w okręgu Gdańsk składał się z 5 rund, w których wzięły udział zespoły z okręgu gdańskiego. Rozgrywki miały na celu wyłonienie zdobywcy Okręgowego Pucharu Polski w okręgu Gdańsk i uczestnictwo w rozgrywkach szczebla regionalnego województwa pomorskiego w sezonie 2024/2025.

## Zwycięzcy
Zwycięzcami pucharu zostały drużyny:
- Wikęd II Luzino
- Arka II Gdynia
- Stoczniowiec Gdańsk
- Gedania Gdańsk
- Sokół Bożepole Wielkie
- Wietcisa Skarszewy
- Cartusia Kartuzy
- Czarni Pruszcz Gdański
- MKS Władysławowo
- Jaguar Gdańsk

## I runda
Gedania III Gdańsk - wolny los
| Gospodarz                   | Wynik | Gość                            |
| --------------------------- | ----- | ------------------------------- |
| Kolegium Sędziów Gdańsk     | 0-2   | Beniaminek 03 Starogard Gdański |
| Radosny Futbol Gdańsk       | 2-5   | KP Gdynia (oldboje)             |
| Football Lions Gdynia       | 3-2   | EX Siedlce (Gdańsk) (oldboje)   |
| Marynarka Wojenna RP Gdynia | 8-2   | LZS Donimierz                   |

## II runda
Orkan Huta Brusy - wolny los
| Gospodarz                       | Wynik     | Gość                      |
| ------------------------------- | --------- | ------------------------- |
| Amator II Kiełpino              | 6-1       | KS Mściszewice            |
| Orzeł Gołubie                   | 2-7       | Orlik Przodkowo           |
| LKP Nowa Karczma                | 1-0       | Wda Lipusz                |
| Słupia Sulęczyno                | 2-3       | AP FilSport Przywidz      |
| Korona Rywałd                   | 1-3       | MKP II Szlachta           |
| Beniaminek 03 Starogard Gdański | 5-0       | Pomorzanka Skórcz         |
| Amator II Kiełpino              | 6-1       | KS Mściszewice            |
| Orzeł Gołubie                   | 2-7       | Orlik Przodkowo           |
| LKP Nowa Karczma                | 1-0       | Wda Lipusz                |
| Słupia Sulęczyno                | 2-3       | AP FilSport Przywidz      |
| Korona Rywałd                   | 1-3       | MKP II Szlachta           |
| Beniaminek 03 Starogard Gdański | 5-0       | Pomorzanka Skórcz         |
| Sobieski Gniew                  | 0-12      | Orzeł Subkowy             |
| Wda Czarna Woda                 | 0-3 (wo.) | Chojniczanka III Chojnice |
| Wierzyca II Stara Kiszewa       | 1-2       | Zieloni Łąg               |
| Unia Klawkowo                   | 4-5       | Wierzyca Stara Kiszewa    |
| Feniks Mechowo                  | 2-5       | Gryf II Wejherowo         |
| Huragan Smolno                  | 3-0 (wo.) | Stolem II Gniewino        |
| Kaszuby Połchowo                | 1-6       | KS Kębłowo                |
| AP Cassubian Bolszewo           | 7-2       | Kaszubia Starzyno         |
| GKS Linia                       | 0-6       | Latarnik Choczewo         |
| Barca Bolszewo                  | 0-9       | Wikęd II Luzino           |
| Zatoka 95 Puck                  | 4-1       | Arka Prusewo              |
| Stolem III Gniewino             | 2-6       | Sokół II Bożepole Wielkie |
| UKS Klukowo                     | 0-5       | Pomorzanin Gdynia         |
| Pomorzanin Banino               | 2-1       | Respect Przejazdowo       |
| Ogniwo Sopot                    | 2-3       | Tylko Lechia Gdańsk       |
| Marynarka Wojenna RP Gdynia     | 4-1       | KP Gdynia (oldboje)       |
| Olimpia Osowa (Gdańsk)          | 2-4       | Portowiec Gdańsk          |
| Football Lions Gdynia           | 0-4       | Dragon Bojano             |
| Chełmianka Gdańsk               | 4-0       | SAP Sopot                 |
| KS Sulmin                       | 3-0 (wo.) | Potok Pszczółki           |
| Wisła Steblewo                  | 1-15      | AP GKS Kowale             |
| Stoczniowiec II Gdańsk          | 6-3       | AP KP Gdynia              |
| Gedania III Gdańsk              | 2-3 (dg.) | Orzeł Straszyn            |

## III runda
Zatoka 95 Puck - wolny los
| Gospodarz                       | Wynik     | Gość                      |
| ------------------------------- | --------- | ------------------------- |
| AP Cassubian Bolszewo           | 1-4       | Sokół Bożepole Wielkie    |
| Huragan Smolno                  | 1-9       | KS Chwaszczyno            |
| KS Kębłowo                      | 1-4       | Salos Rumia               |
| Sokół II Bożepole Wielkie       | 1-0       | Latarnik Choczewo         |
| Gryf II Wejherowo               | 1-5       | Start Mrzezino            |
| Wikęd II Luzino                 | 6-0       | Orkan Rumia               |
| Dragon Bojano                   | 4-3       | Pomorzanin Gdynia         |
| Marynarka Wojenna RP Gdynia     | 0-6       | Arka II Gdynia            |
| Orlęta Reda                     | 0-1       | MKS Władysławowo          |
| Pomorzanin Banino               | 0-7       | Gryf Tczew                |
| Centrum Pelplin                 | 0-6       | Czarni Pruszcz Gdański    |
| Chełmianka Gdańsk               | 0-13      | GKS Kolbudy               |
| Portowiec Gdańsk                | 1-3       | Gedania II Gdańsk         |
| AP GKS Kowale                   | 0-1       | Czarni II Pruszcz Gdański |
| Stoczniowiec II Gdańsk          | 1-4       | Tylko Lechia Gdańsk       |
| Osiczanka Osice                 | 1-7       | Wierzyca Pelplin          |
| Orzeł Straszyn                  | 1-2       | Orzeł Subkowy             |
| KS Sulmin                       | 2-1 (dg.) | Sporting Leźno            |
| Orzeł Trąbki Wielkie            | 0-2       | Stoczniowiec Gdańsk       |
| Beniaminek 03 Starogard Gdański | 8-0       | Orkan Huta Brusy          |
| LKP Nowa Karczma                | 1-3       | Amator Kiełpino           |
| MKP II Szlachta                 | 3-4       | Victoria Kaliska          |
| Zieloni Łąg                     | 0-13      | Kolejarz Chojnice         |
| Amator II Kiełpino              | 1-9       | KS Skorzewo               |
| Chojniczanka III Chojnice       | 3-0 (wo.) | Sławek Borzechowo         |
| Orlik Przodkowo                 | 2-6       | Wietcisa Skarszewy        |
| AP FilSport Przywidz            | 0-3 (wo.) | Kaszubia Kościerzyna      |
| Styna Godziszewo                | 6-1       | Gwiazda Karsin            |
| Wierzyca Stara Kiszewa          | 1-4       | Borowiak Czersk           |

## IV runda
| Gospodarz                       | Wynik        | Gość                      |
| ------------------------------- | ------------ | ------------------------- |
| Kaszubia Kościerzyna            | 2-3          | Czarni Pruszcz Gdański    |
| Sokół II Bożepole Wielkie       | 1-0          | Gedania II Gdańsk         |
| Gryf Tczew                      | 1-2 (dg.)    | Sokół Bożepole Wielkie    |
| Start Mrzezino                  | 1-6          | MKS Władysławowo          |
| Chojniczanka II Chojnice        | 1-2          | Cartusia Kartuzy          |
| Chojniczanka III Chojnice       | 2-6          | Stoczniowiec Gdańsk       |
| Orzeł Subkowy                   | 0-0 (k. 4-5) | Dragon Bojano             |
| Styna Godziszewo                | 2-2 (k. 4-3) | Salos Rumia               |
| KS Chwaszczyno                  | 1-2          | KP Starogard Gdański      |
| Tylko Lechia Gdańsk             | 2-1          | Amator Kiełpino           |
| Radunia Stężyca                 | 1-4          | Bałtyk Gdynia             |
| Borowiak Czersk                 | 1-9          | Wierzyca Pelplin          |
| Zatoka 95 Puck                  | 1-5          | Czarni II Pruszcz Gdański |
| Victoria Kaliska                | 0-0 (k. 4-5) | Jaguar Gdańsk             |
| KS Sulmin                       | 1-2          | Wietcisa Skarszewy        |
| Beniaminek 03 Starogard Gdański | 3-11         | Kolejarz Chojnice         |
| Wikęd II Luzino                 | 5-1          | Gryf Wejherowo            |
| Arka II Gdynia                  | 3-2          | Stolem Gniewino           |
| KS Skorzewo                     | 1-10         | Gedania Gdańsk            |
| GKS Kolbudy                     | 3-0          | Wikęd Luzino              |

## V runda
| Gospodarz                 | Wynik        | Gość                   |
| ------------------------- | ------------ | ---------------------- |
| Wikęd II Luzino           | 7-0          | GKS Kolbudy            |
| Arka II Gdynia            | 3-0          | Bałtyk Gdynia          |
| Stoczniowiec Gdańsk       | 6-1          | Styna Godziszewo       |
| KP Starogard Gdański      | 0-1          | Gedania Gdańsk         |
| Sokół II Bożepole Wielkie | 0-4          | Sokół Bożepole Wielkie |
| Dragon Bojano             | 1-4 (dg.)    | Wietcisa Skarszewy     |
| Tylko Lechia Gdańsk       | 1-6          | Cartusia Kartuzy       |
| Czarni Pruszcz Gdański    | 3-3 (k. 6-5) | Wierzyca Pelplin       |
| Czarni II Pruszcz Gdański | 0-3 (wo.)    | MKS Władysławowo       |
| Kolejarz Chojnice         | 2-5          | Jaguar Gdańsk          |